# Дьовленска случка
Дьовленската случка е опит на помаците от Дьовленско през Гърция, да преминат в Турция през 1933 година. Жителите на селата Триград, Кестен (Кестенджик), Буйново (Наипли), Кожари (Дериджилер), Водни пад (Дьошекдере), Чамла, Мугла и други правят тайна организация с помощта на турските и гръцките власти с цел дестабилизирането на българските власти и разпалване на религиозния антагонизъм между българското население в Родопите и Беломорието преминавали към една или друга държава неколкократно след 1878 година.

## Причини
След Руско-турската война от 1877-78 година българите мюсюлмани в Родопите са подложени на силна антихристиянска и антибългарска пропаганда. В Рупчос те са въвлечени в Сенклеровия метеж. Някои села стават арена на въоръжени сблъсъци. Жителите им бягат на юг, но след потушаването на метежа се връщат. Рупчоските помаци отказват да се подчинят както на българските така и на турските власти и управлението поемат местните бейове в т.нар. Тъмръшка република, които в 1885 г. дори съдействат на Съединението на България. През 1912 година, по време на Балканската война, селата от региона пострадват отново, а част от населението е доброволно, но и насилствено покръстено. През 1913 година по време на Междусъюзническата война ислямският антагонизъм се опитва да вземе реванш с т.нар. Гюмюрджинска република. Тя съществува само няколко седмици, след което Беломорието и рупчоските села напълно безкръвно и без съпротива се присъединяват към държавната територия на България.
В селата са назначени кметове българи-християни. След 1913 и 1919 г. в съседните региони са настанени бежанци българи от Беломорието и от Източна Тракия. Станали жертва на чудовищни кървави изстъпления от страна на турците, тяхната „Тракийска организация“ се отнася с голямо подозрение и към мюсюлманите помаци, но няма никакви доказателства за достоверност на чисто пропагандните тези, че е имала политическа цел те да емигрират към Турция, а имотите им да бъдат изкупени на безценица. Граничната стража, както постъпва и с българите християни на други места, тук кара и българите мюсюлмани да работят ангария. Единственият поминък на планинското население - овцевъдството, след загубата на Беломорието е в критично състояние. До 1919 година овцете през зимата пасат в Беломорието, където рядко пада сняг, докато Родопите са затрупани, а през лятото се връщат в прохладните планински пасища. Границата с Гърция и Турция наложена на България фактически унищожава традиционният поминък и стопански връзки. Българското правителството е принудено да я охранява пълноценно не толкова поради опасения за обезлюдяване на региона, колкото под угрозата от гръцки протести и провокации. От друга страна българите-християни, живеещи в Родопите, най-сетне престават да се чувстват застрашена безправна рая и отстояват своите интереси пред назначените държавни чиновници, а това води до ликвидиране на средновековната ислямска доминация и изостаналост, до културни и икономически промени и модернизация. През 20-те години сред по-консервативната част от населението зачестяват случаите на избягали помаци. Върхът е достигнат през 1933 година, когато селата от Дьовленско тайно решават да избягат масово в Турция през Гърция с охотната помощ на турските и гръцки власти.

## Ръководители
- Касъм Ходжа от Чамла
- Мехмед Мазнев (Мазното) от Мугла
- Шакир Люманчев – кмет на Мугла
- Заим Афузов от Триград
- Хамид Имамов от Триград
- Асан Чаушев от Буйново
- Асан Карахалилов (Калото) от Буйново
- Али Сарчев от Кестен
- Ахмед Алиев от Чамла
- Атем Мурадов родом от Кестен, урежда нещата от Гюмюрджина, Гърция
- Хакъ бей урежда нещата от Гърция

## Развитие
Селските първенци се свързват с турската легация в София и поддържат активна връзка с турското консулство в Пловдив. Турците се опитват да се договорят с Гърция бегълците да бъдат оставени да преминат през границата и след това да бъдат заведени в Турция. От гръцка страна има усложнения и докато се водят тайните преговори, организаторът Асан Карахалилов тайно избягва самостоятелно. Съселяните му от Буйново все пак успяват да уговорят бягството с гърците. Всичко е подготвено, багажът е стегнат и единствено остава да се даде знак за тръгване. Но в началото на октомври 1933 година в селата от региона е разквартирувана армия и полиция. Арестувани са 30 души, но не и главатарите. Касъм Ходжа и Мехмед Мазнев са избягали още на 22 септември. След тях бягат Асан Карахалилов и Асан Чаушев. Опит за бягство прави и Шакир Люманчев, но се връща, оправдавайки се с болестта си.
Властите разбират за опита за бягство благодарение на Асан Серков от Мугла, който предупредил секретар-бирника и бакалин Сава Терзийски от Широка лъка за намеренията на помаците от региона. Въпреки разкриването на опита за бягство, броят на бежанците в следващите месеци и години пропагандно е представян за висок, спекулативно обосновавайки го с отношението на българите-християни и българските власти към помаците, а не с реалните причини – тежките икономически последици от откъсването на Беломорието от Българската държавна територия и криворазбраните закостенели верски подбуди, предпочитащи анадолският бит в чужда езикова среда пред европеизацията.